# Rob Ostlere
Robert „Rob“ Ostlere ist ein britischer Schauspieler. Bekanntheit erlangte er durch die Rolle des Arthur Digby in Holby City und einer Besetzung in Game of Thrones.

## Leben
Ostlere absolvierte 2008 die Royal Academy of Dramatic Art.
In der Fernsehserie Doctors war er 2008 und 2010 in jeweils verschiedenen Rollen zu sehen. 2011 spielte er die Rolle des Ser Weymar Rois in Game of Thrones. Von 2013 bis 2015 spielte er die Rolle des Arthur Digby in Holby City in insgesamt 155 Episoden.

## Filmografie
- 2008–2010: Doctors (Fernsehserie, 2 Episoden, verschiedene Rollen)
- 2009: Tortoise (Kurzfilm)
- 2011: The Task
- 2011: Game of Thrones (Fernsehserie, Episode 1x01)
- 2012: The Vessel (Webserie, 2 Episoden)
- 2012: Ruhelos (Restless) (Fernsehfilm)
- 2013–2015: Holby City (Fernsehserie, 155 Episoden)
- 2013: Life’s a Bitch (Kurzfilm)
- 2013: Hereafter (Kurzfilm)
- 2017: Shadow Plant (Kurzfilm)
- 2022: The Chelsea Detective (Fernsehserie, 1 Episode)
- 2023: Der junge Inspektor Morse (Endeavour, Fernsehserie, 1 Episode)